# Monumenti scomparsi di Parma

## Architetture religiose

### Chiesa di San Pietro Martire

Trasformazione della Pilotta nel corso del tempo

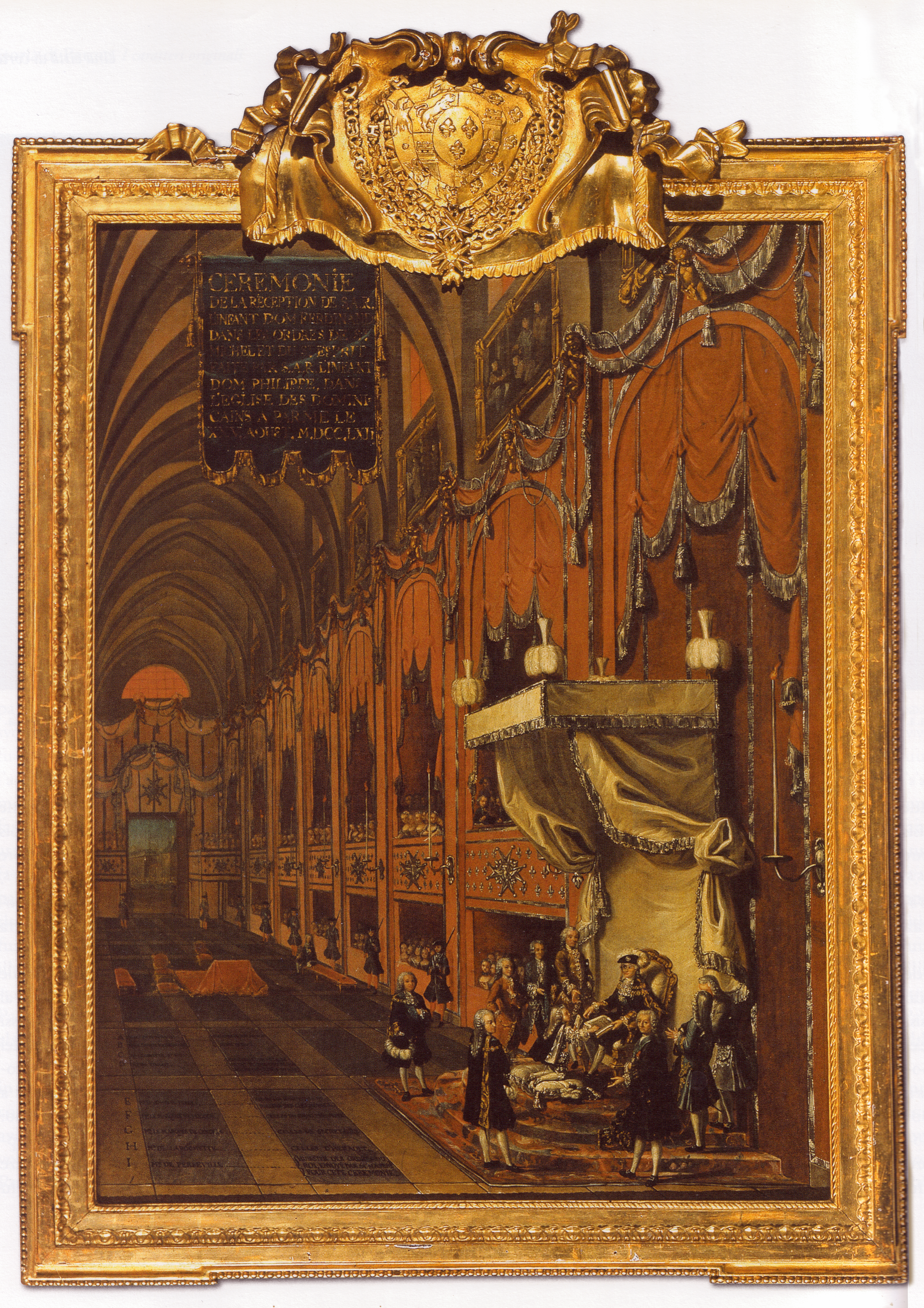
Interno della chiesa di San Pietro Martire, da un dipinto di A. Romagnesi del 1762

Antica chiesa gotica, sorgeva sul lato oggi aperto del grande cortile del Palazzo della Pilotta; la sua importanza era tale che neppure i duchi di Parma riuscirono a demolirla per chiudere il cortile. Costruita nel 1287 con notevoli dimensioni, era retta dai frati domenicani, che ne abitavano l'attiguo convento. A differenza della chiesa di San Francesco del Prato, era costituita da un'unica navata con sette cappelle laterali ed il soffitto era dotato di volte gotiche. I decreti napoleonici del 1805 e 1810 ne causarono l'abbattimento, stessa sorte che interessò nel 1813 anche il suo convento, il suo campanile e l'adiacente grande cappella dell'Inquisizione. Se ne conserva una testimonianza in un dipinto di Antonio Romagnese che ne raffigura gli interni, conservato presso la Galleria Nazionale di Parma. Sulle sue macerie nel 1871 fu edificato il Teatro Reinach, a sua volta distrutto durante i bombardamenti della seconda guerra mondiale, e nel 1998 vi fu costruita la grande fontana di piazzale della Pace, progettata dall'architetto Mario Botta ricalcando il perimetro dell'antica chiesa.

### Oratorio di San Lorenzo
Antico oratorio in stile gotico, era anticamente situato nell'odierno omonimo piazzale. Nel periodo longobardo era quasi pari per importanza all'attuale cattedrale. Dotato di una cupola ottagonale ed un aguzzo campanile, fu inspiegabilmente demolito nel 1858.

### Oratorio di Santa Maria della Scala
Piccolo oratorio, si trovava al termine dell'attuale strada della Repubblica, nei pressi della chiesa di San Michele dell'Arco. Fu costruita nel 1572 dall'architetto Giovanni Francesco Testa per ospitare l'affresco della Madonna della Scala del Correggio, oggi conservato nella Galleria Nazionale di Parma. Larga 21 metri e poco profonda, era situata in una posizione sopraelevata, raggiungibile attraverso due diverse scalinate, da cui trasse il nome. Fu sconsacrata e distrutta nel 1812 in seguito ai decreti napoleonici.

### Chiesa di Santa Teresa
Antico complesso monastico, sorgeva nella zona a fianco di via dei Farnese per anni occupata dall'edificio dell'Anagrafe cittadina, interessata oggi da un complesso intervento di riqualificazione. La chiesa aveva una struttura semplice, ma conteneva al suo interno bellissimi affreschi settecenteschi di Sebastiano Galeotti, tra cui l'Apoteosi di Santa Teresa; fu danneggiata non irreparabilmente durante la seconda guerra mondiale, ma fu interessata da gravi crolli quando fu sottratto il legno che ne sosteneva le volte, pertanto se ne decise in seguito l'abbattimento; seguì la stessa sorte anche l'adiacente convento, il cui spazio per decenni fu occupato da un parcheggio. Durante il bombardamento il parroco don Erminio Lambertini si trovava assieme a don Ferruccio Sartori all'interno della chiesa, ma si salvarono grazie alla protezione di una trave e furono tratti in salvo dopo circa due ore.

## Architetture militari

### Castello di Porta Nuova
Antico castello, sorgeva presso Porta Nuova al termine dell'attuale strada Farini, ove oggi si trova il monastero della chiesa di Santa Maria degli Angeli. Edificato da Bernabò Visconti nel 1363, era composto da quattro torri collegate alle mura della città ed al ponte di Donna Egidia (attuale ponte Caprazucca). Molto amato ed utilizzato anche come residenza dallo stesso Bernabò e da suo nipote Gian Galeazzo Visconti, cadde nel tempo in disuso; si ha testimonianza da Cristoforo della Torre che nel 1564 era in via di demolizione e ne rimanevano solo alcune vestigia.

### Mura e porte

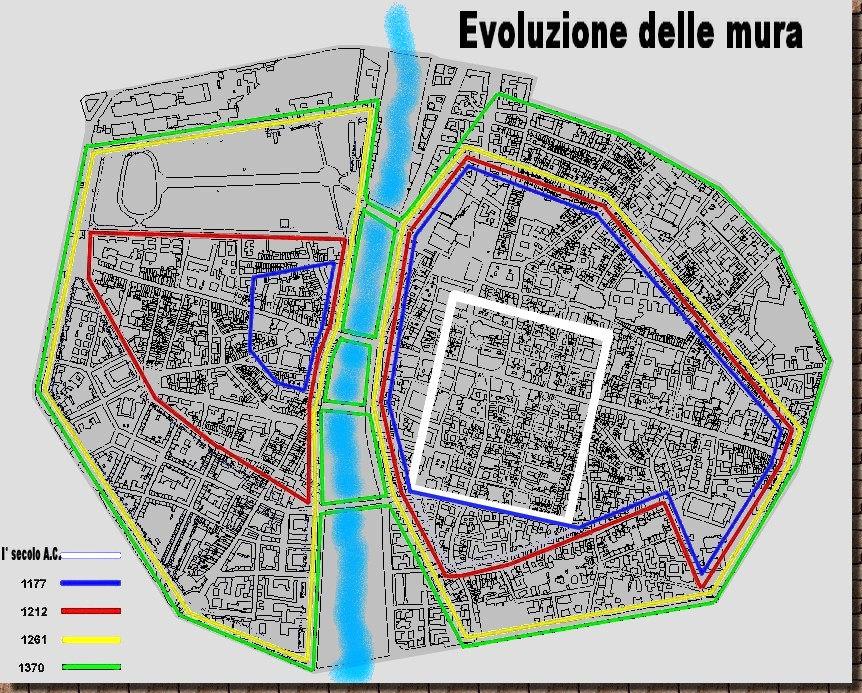
Evoluzione delle mura di Parma dal I secolo a.C. al XIV secolo

Strutture fortificate difensive più volte modificate nei secoli, cingevano l'intero centro storico cittadino. Le prime mura romane furono realizzate nel IV secolo, ma alla fine del XII secolo l'espansione cittadina anche oltre il torrente Parma richiese nuove fortificazioni. Già nel 1212 fu necessario realizzare una nuova cinta muraria più esterna, in particolare in Oltretorrente, che fu successivamente estesa alla fine del XIII e soprattutto nel XIV secolo. In seguito, salvo piccole modifiche, le mura si mantennero pressoché immutate nella loro estensione a lungo, anche quando nel 1545 la città divenne capitale del nuovo ducato e la popolazione crebbe notevolmente; alla fine del secolo, tuttavia, la costruzione della fortezza della Cittadella modificò la loro conformazione nella zona a sud del centro storico. Nel XVII secolo le nuove esigenze di difesa richiesero un rinforzo delle mura, che in seguito si mantennero pressoché intatte per secoli. All'inizio del Novecento, al fine di consentire alla città una più facile espansione, il sindaco Giovanni Mariotti decise l'abbattimento dell'intera cinta muraria, conservandone solo alcune tracce parzialmente visibili: sul lato nord del Parco Ducale, nei pressi del Palazzo del Giardino; sul retro di un moderno condominio di viale Toschi, a lato del Palazzo della Pilotta; davanti al centro direzionale uffici comunali (DUC). La stessa sorte toccò anche a tre delle cinque Porte cittadine: Porta San Barnaba a barriera Garibaldi; Porta San Michele a barriera Repubblica (di cui si conserva la facciata farnesiana nel Cortile della Rocchetta del Palazzo della Pilotta); Porta Nuova a barriera Farini (di cui si conserva lo stemma dei borbonico che ne sormontava la facciata nello stesso Cortile della Rocchetta). Infine dell'antica Porta Santa Croce si mantenne solo l'elegante edificio adiacente, costruito verso la metà del '500 dai Farnese.

## Architetture civili

### Torri

#### Torre civica
Torre comunale, rappresentava il simbolo della città in epoca tardo medievale: la sua altezza stimata di 130 metri ne faceva la torre più alta d'Italia. Fu costruita nel 1287 a fianco dell'antico palazzo del Capitano del Popolo, sede del Comune e residenza del Podestà. Sviluppata su una pianta quadrata, terminava in una cuspide di forma ottagonale, che fu nei secoli più volte innalzata; era inoltre ricoperta di marmi e decorazioni, oltre ad ospitare un bellissimo orologio con figure meccaniche di angeli e magi in movimento. La torre crollò improvvisamente il 27 gennaio 1606 sul palazzo Comunale causando la morte di 26 persone.
La causa di tale evento fu ricondotta al notevole peso della struttura, anche se alcune teorie gettano ombre sulla sua conservazione (al monumento erano addossati i magazzini comunali del sale) o sulle capacità architettoniche di chi ne studiò la sopraelevazione: negli anni lentamente la torre era divenuta sempre più pendente, raggiungendo uno scarto dalla verticale di circa 110 cm; ampie crepe avevano già fatto la loro comparsa e stavano per partire lavori di manutenzione, che tuttavia non furono abbastanza solerti. L'architetto Giovan Battista Magnani così descrisse la situazione della torre il 24 settembre 1605: «Calarono le fondamenti in modo che vi si è cagionata la declinazione di tutta la torre civica di once 24 [108 cm] … verso settentrione … dal piano d'archivio sino alla sommità della seconda stanza … Sono molte aperture per il longo quasi a perpendicolo, et altre sono oblique … con molte gonfiezze … che causano svuotature nel corpo della muraglia, in modo che vi si può conficare facilmente un braccio umano … Per mio parere conchiudo che detta torre potria ruinare in breve.»
Essendo utilizzata anche come archivio storico della città, molti documenti andarono per sempre distrutti, così come il sottostante palazzo del Capitano del Popolo, che tuttavia venne completamente ricostruito nelle forme attuali nel 1627 ad opera del Magnani. La nuova torre prevista nel progetto iniziale non venne mai realizzata, nonostante esistano ancora oggi gli originali progetti di Simone Moschino, Girolamo Rainaldi, Gian Battista Magnani e Smeraldo Smeraldi. Pochissime sono le immagini conservatesi della torre, anche se anche dopo il suo crollo per molto tempo continuò a comparire, soprattutto in cartoline di fine '800.

#### Torre degli Oldicioni
Antica torre di una famiglia nobile cittadina, sorgeva ad ovest del Duomo nel X-XI secolo. Venne abbattuta per creare la strada di collegamento tra il duomo stesso e la retrostante abbazia di San Giovanni Evangelista.

### Palazzi

#### Palazzo Civico

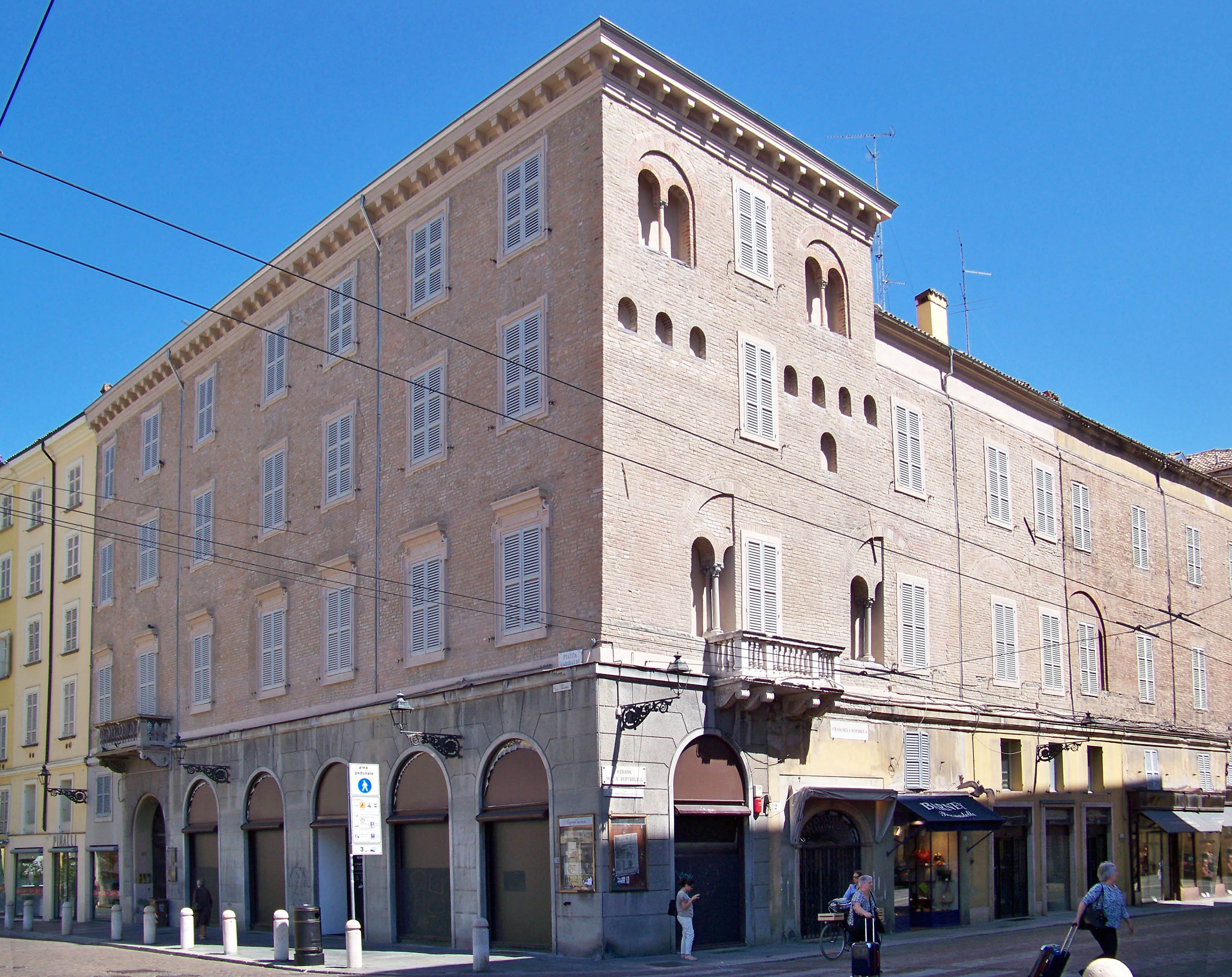
Palazzo Fainardi, già palazzo Civico nel XII-XIII secolo

Antico palazzo pubblico, sorgeva sul lato est della centrale "Platea Communis" (attuale piazza Garibaldi) a nord di strada della Repubblica. Fu costruito intorno al 1150 e rappresentò la prima "domus civitatis" (edificio comunale), ove si convocavano le assemblee pubbliche e si riunivano consoli e funzionari civici. Perse nel 1221 le originarie funzioni, passate al nuovo palazzo del Torello, dal 1286 l'edificio divenne sede dell'auditore criminale con le aule del tribunale di giustizia. Persa dal XVIII secolo ogni funzione pubblica, fu ceduto a privati e divenne noto come "Palazzo Fainardi". Dell'antica veste medievale si conservano ancora oggi le eleganti bifore medioevali della facciata su strada della Repubblica.

#### Palazzo del Torello

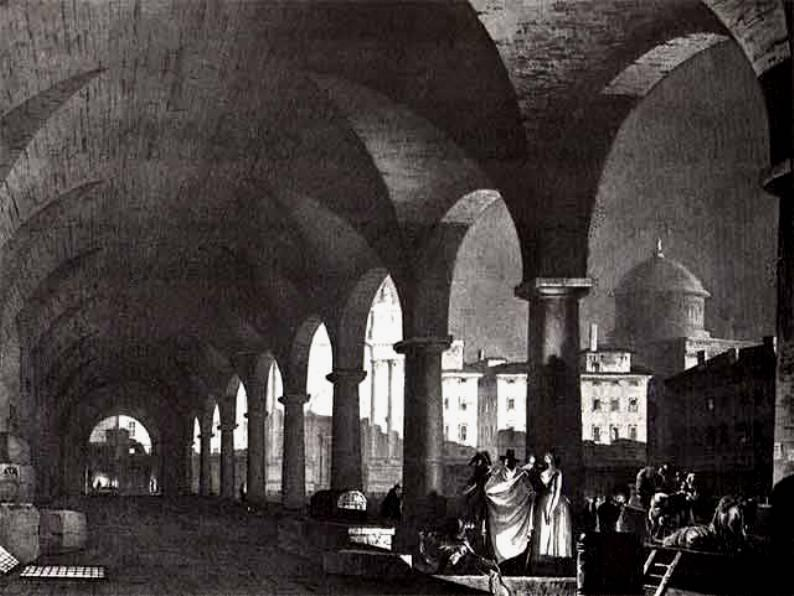
Il porticato del Palazzo del Torello in una stampa dell'Ottocento

La prima costruzione di questo palazzo richiese due anni di lavori, iniziò nel 1221 per conto del podestà Torello da Strada e per la sua costruzione si restrinse la piazza nell'angolo sud-ovest (perché forse troppo grande per i bisogni del momento), si continuò fregiando l'edificio nell'angolo di tramontana di un torello di pietra, tratto dal cognome del podestà, divenne simbolo della città e titolo del palazzo stesso che venne usato da quel momento come palazzo comunale. Nel 1223, lo stesso anno del completamento del palazzo, vennero create due scale esterne, una verso la "Porta Pediculosam" (attuale Strada Farini) e l'altra verso la vicina chiesa di San Pietro. Nel 1246 venne costruito il "balatorium"(ballatoio) tra il palazzo del comune e la "domus" del podestà, prima uniti da una loggia, perciò si suppone costruito sopra di essa (scavalcando l'attuale Strada Farini), più precisamente venne descritto come terrazzo aperto verso la piazza, con parapetto probabilmente in arenaria. Nel 1281 il Palazzo detto "del Torello" mutò il suo nome in "Vetus" dopo che venne eretto il Palazzo del Capitano del Popolo o Comunale nuovo (chiamato poi degli Anziani). Non tutti gli storici sono tuttavia concordi sulla reale posizione del Palazzo del Torello nella Piazza in epoca comunale e perciò sulla precedente ricostruzione dei fatti, a questo proposito Jurgen Schultz nel suo libro colloca il Palazzo vecchio del Comune sul lato orientale della piazza, tra Strada della Repubblica e l'angolo meridionale dell'attuale Palazzo Municipale; sempre secondo Schultz il Palazzo venne arricchito con soltanto una scalinata esterna, secondo un progetto che dava due ingressi, uno su Strada Farini e uno sulla Piazza (il tratto ascendente della scala troverebbe traccia nell'andamento delle finestre della casa del Capitano del Popolo); sempre secondo questa interpretazione la residenza del Podestà va quindi a collocarsi sullo spazio attualmente occupato dal Palazzo Fainardi, e tra le trifore del piano nobile, si ritiene fosse incorporato il "balatorium", con la differenza che in questo modo viene "scavalcata" la Via Emilia e non la Strada Farini. Il palazzo acquisisce il nome "Bondani" a seguito dell'acquisto da parte di questa famiglia, si riscontra qualche incongruenza nella vicenda della vendita del Palazzo da parte del Comune alla famiglia Bondani, la prima data è riferita al 1637 secondo cui il Comune avrebbe venduto a Pietro Bondani il Palazzo; la seconda invece è riferita al 1657 dove il Comune avrebbe ceduto a Pier Giovanni Bondani l'intero Palazzo comprensivo anche del porticato (da cui in anni più recenti avvenne una disputa sull'effettiva proprietà del suolo dove sorgeva il demolito portico del Palazzo Bondani. Nel 1857 ci fu un grave dissesto della facciata e scartando l'ipotesi di un restauro, i proprietari decisero di abbattere il portico e il loggiato strutturalmente separato dal corpo retrostante, rifacendo il fronte in falso stile rinascimentale; questo rimaneggiamento del palazzo contribuì a falsare i caratteri originari dell'edificio che perse totalmente l'impronta "goticizzante" per trasformarsi in un anonimo, squadrato, blocco murario, impoverendo così l'intera quinta meridionale; l'impronta gotica dell'edificio è confermata da due archi ogivali posti sull'estremità della facciata e dei capitelli slanciati a fogliami (come si osserva in varie testimonianze grafiche e pittoriche della seconda metà del '700 e dell'800); nel 1895 l'edificio venne ulteriormente rimaneggiato, devastandone totalmente anche il loggiato superiore. Nel 1910 la Banca Commerciale Italiana si insediò nel Palazzo, ancora una volta rimaneggiato all'interno e rimesso a nuovo all'esterno, come si evince anche dalla licenza edilizia del 1917 dove si nota anche l'inserimento al piano superiore di una lunga balconata al centro dell'edificio e i rimaneggiamenti delle inquadrature delle finestre. Nel 1944 il Palazzo subì numerosissimi danni dovuti ai bombardamenti degli Alleati durante la seconda guerra mondiale e a seguito di ciò venne completamente demolito. L'incarico di ricostruzione venne affidato all'architetto Gigiotti Zanini nel 1947, ma il nuovo progetto non riscosse molti consensi. Infine tra il 1996 e il 2004 ci fu l'ultimo passaggio di proprietà, tra la Banca Commerciale e l'attuale sede della Banca Carisbo del gruppo banca Intesa.

#### Palazzo del Podestà

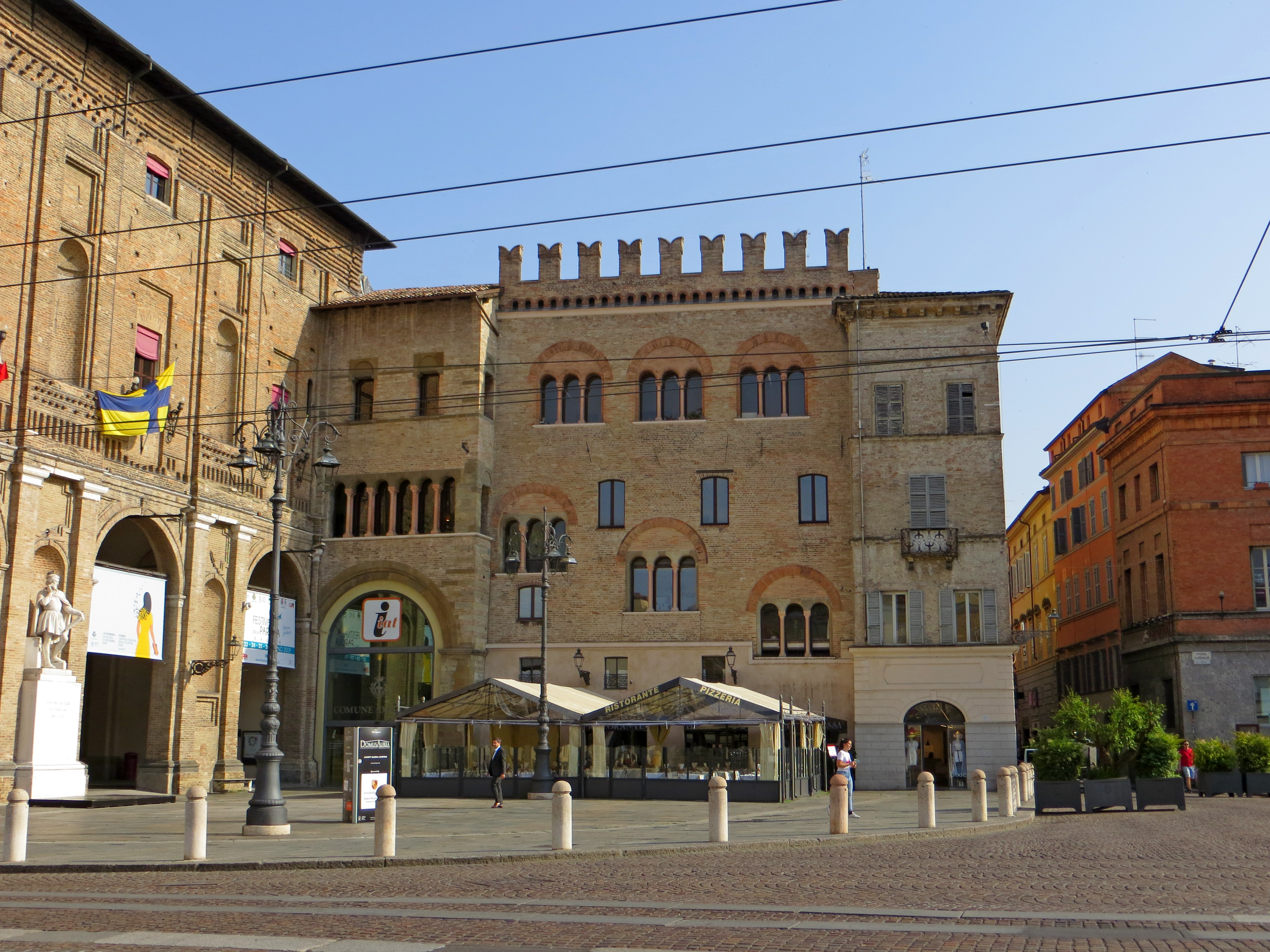
L'attuale Palazzo del Podestà

Palazzo pubblico, sorgeva sul lato sud della "Platea Communis" ad est di strada Farini. Fu costruito tra il 1221 e il 1240 quale residenza del podestà, collegata direttamente attraverso un "balatorium" al palazzo del Torello. Perse le antiche funzioni, divenne in seguito costola del palazzo del Comune e subì varie trasformazioni; nella seconda metà del XVIII secolo l'architetto di Corte Ennemond Alexandre Petitot ne modificò ed intonacò la facciata per uniformarla alla nuova veste dell'intera piazza. Nel 1927 venne riscoperta e restaurata l'antica facciata medievale del palazzo, riportando alla luce sia le antiche trifore del non più esistente scalone che conduceva al secondo piano, dove anticamente sorgeva la residenza del podestà, sia il voltone in perfetto allineamento con la "strada delle Beccherie di San Giorgio" (attuale strada Cavour).

#### Palazzo del Capitano del Popolo

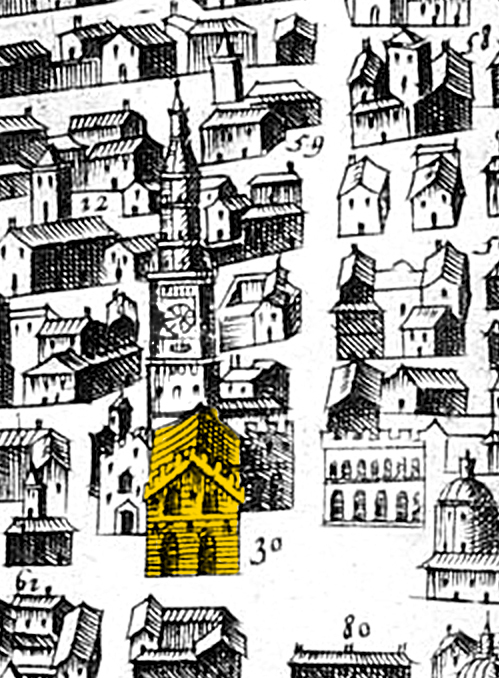
Il palazzo del Capitano del Popolo (evidenziato in giallo) da una piantina del XVI sec. Dietro al palazzo si nota l'imponente Torre civica

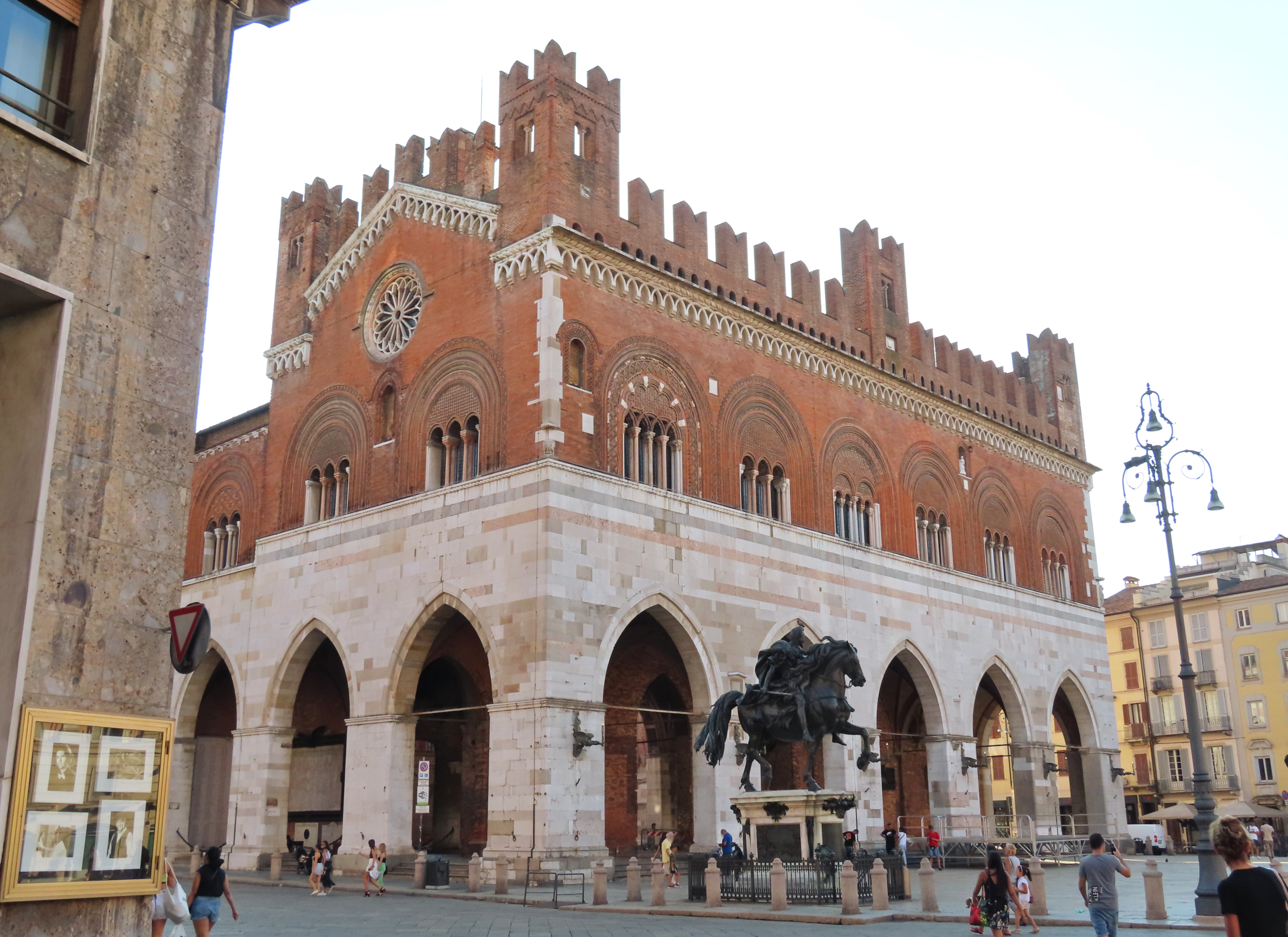
Il palazzo Comunale di Piacenza, simile a quello di Parma distrutto nel 1606

Antico edificio pubblico, sorgeva nell'odierna piazza Garibaldi ove oggi si trovano i "Voltoni del Grano" dell'attuale palazzo del Comune. Detto anche palazzo Comunale Nuovo, fu eretto fra il 1281 ed il 1282 a fianco del palazzo del Podestà, cui era collegato attraverso un piccolo ingresso ed una scala, quale nuova sede dell'amministrazione comunale e residenza del Capitano. Nel 1606 venne distrutto dal crollo dell'attigua Torre civica. Fu integralmente ricostruito nel 1627 su progetto di Giovanni Battista Magnani. Per avere un'idea del suo aspetto originario lo possiamo paragonare al palazzo Comunale di Piacenza, costruito contemporaneamente a quello di Parma (dal 1281) e molto simile nell'aspetto.

#### Palazzo dei notai

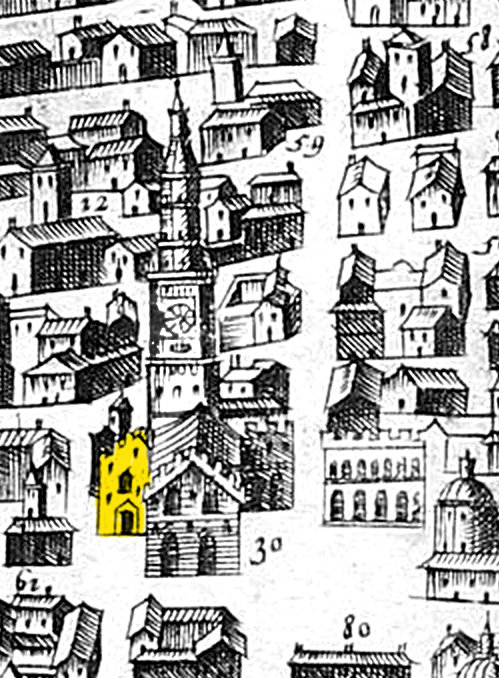
Il palazzo dei notai (evidenziato in giallo) da una piantina del XVI sec.

Il palatium notariorum venne costruito tra il 1287 e il 1302 di fianco al palazzo del Capitano del Popolo e alla torre civica. Fu distrutto nel 1606 con il crollo della torre civica.

#### Palazzo Ducale

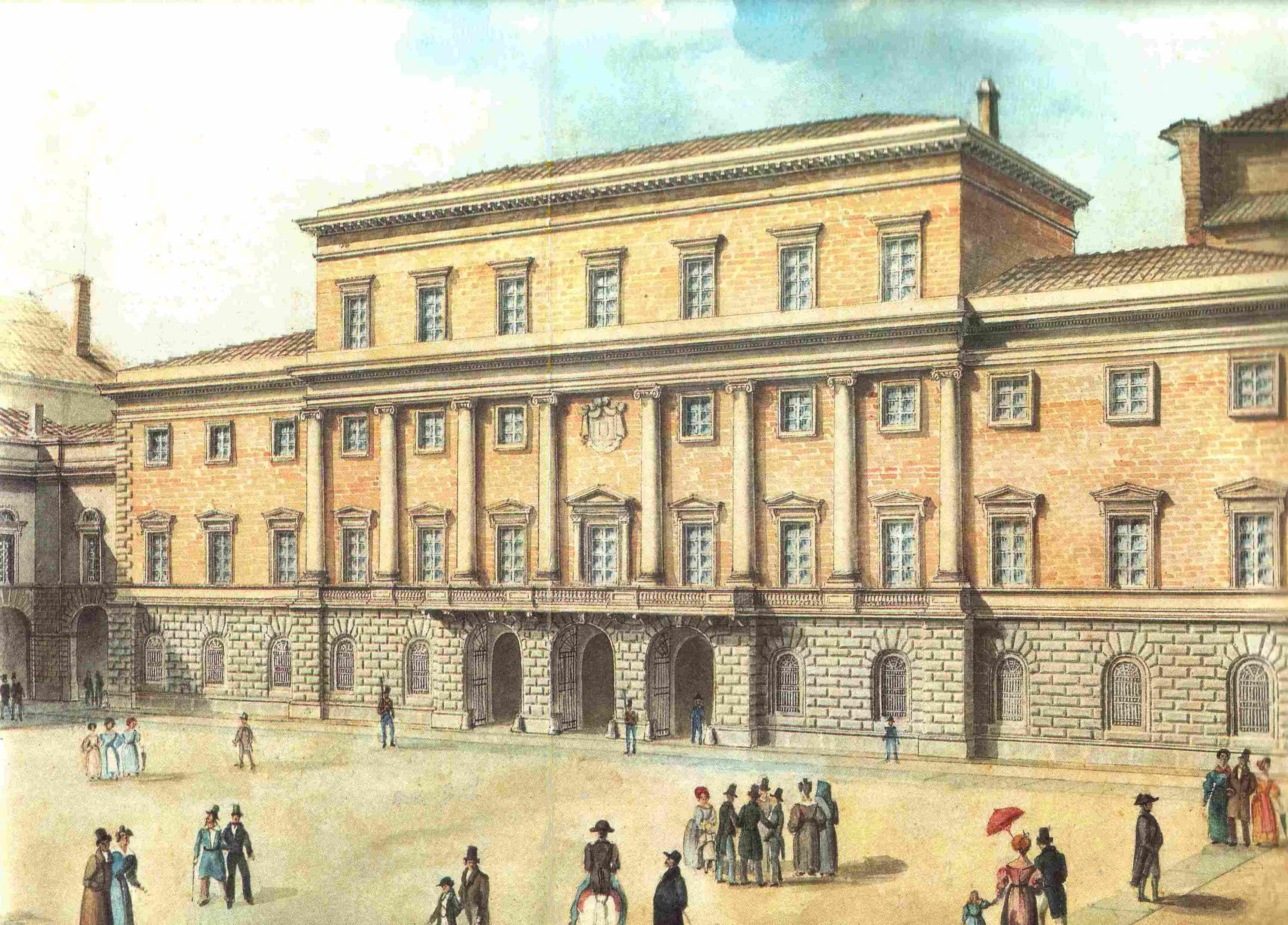
Il Palazzo Ducale di Parma in un acquerello di Giacomo Giacopelli

Antica residenza ducale, si trovava sul lato ovest dell'attuale piazzale della Pace. Fu costruito originariamente dal duca Ranuccio I Farnese come parte residenziale del Palazzo della Pilotta; collegato all'odierno Palazzo della Provincia e da questo al Palazzo di Riserva tramite archi e cavalcavia, fu soggetto a numerosi rifacimenti. Nel 1765 il duca Ferdinando di Borbone, ritenendo la sua residenza troppo modesta, incaricò l'architetto di Corte Petitot di progettare un nuovo palazzo ducale. Il Petitot presentò un progetto faraonico, che richiese la demolizione di numerosi edifici allora esistenti tra il Palazzo della Pilotta e l'attuale strada Garibaldi; tuttavia problemi finanziari bloccarono i lavori di costruzione, pertanto fu lasciato un grande vuoto e si procedette solo con una ristrutturazione degli interni del Palazzo Ducale, cui fu anche aggiunta una facciata in stile Luigi XV per renderla conforme a quella del cortile della Pilotta. Nel XIX secolo la duchessa Maria Luigia incaricò l'architetto Nicola Bettoli del rifacimento della facciata, che fu completata nel 1833 in stile neoclassico. Dotato di bellissime sale interne, usate spesso come sale di rappresentanza, dopo l'Unità d'Italia il palazzo ospitò la prefettura ed assunse la denominazione di "Palazzo del Governo". Danneggiato durante i bombardamenti aerei anglo-americani del 1944, fu in seguito completamente abbattuto. Nel dopoguerra si propose di ricostruirlo nelle forme originarie, ma il progetto fu bocciato nel 1963 dalla Sovrintendenza regionale alle antichità e neppure in seguito i vari tentativi di riedificarlo sortirono alcun effetto. Lo spazio vuoto lasciato dal suo crollo fu per anni occupato da un parcheggio, ma nel 1998 l'architetto Mario Botta vi realizzò il grande prato di piazzale della Pace.

#### Cavalcavia di strada Garibaldi

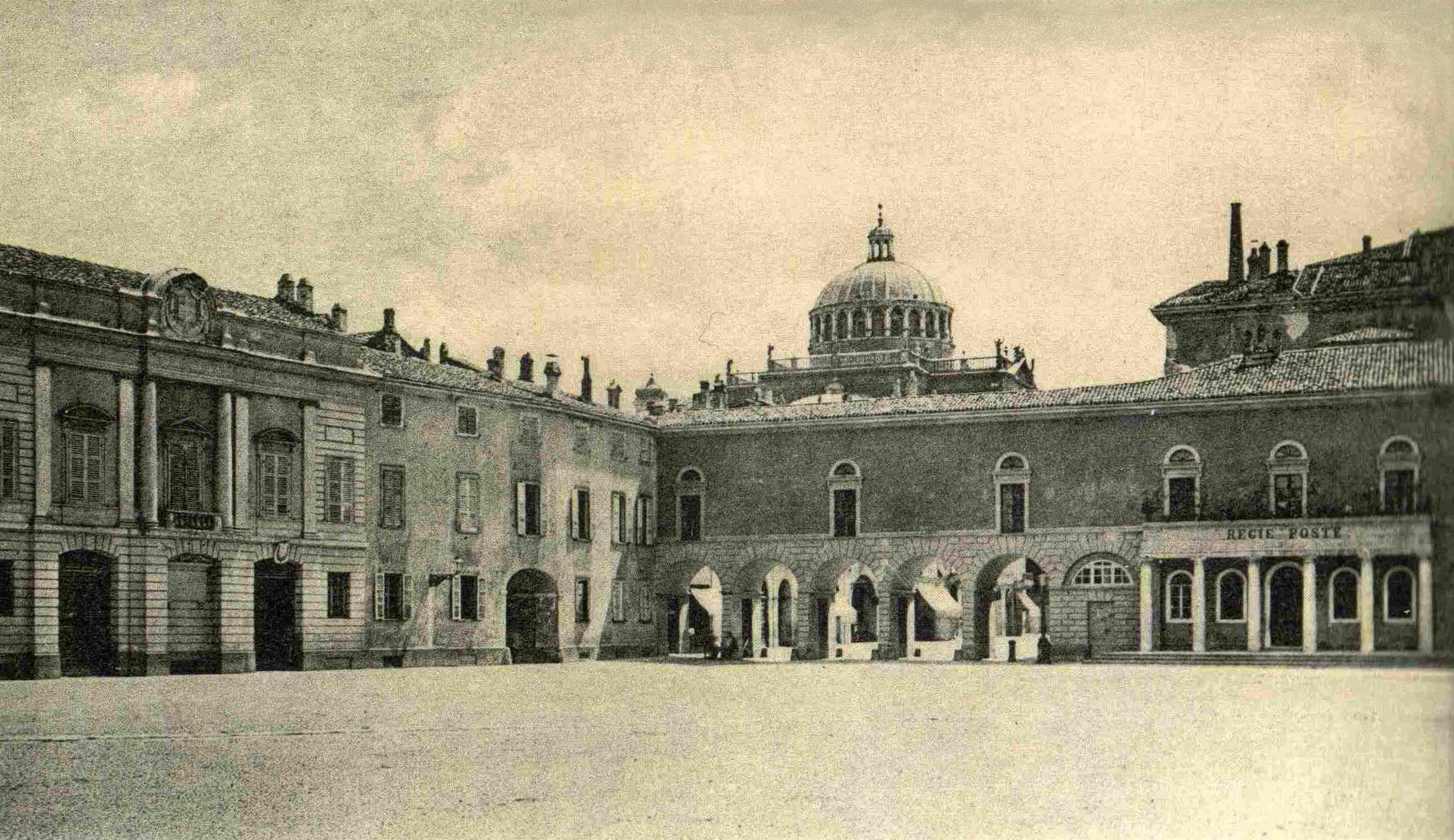
Il cavalcavia di strada Garibaldi nel 1880

Antico passaggio sopraelevato, sorgeva su strada San Barnaba (attuale strada Garibaldi) nei pressi del Teatro Regio. Fu costruito nel XVIII secolo per volere del duca Ferdinando di Borbone, quale collegamento tra il Palazzo Ducale, attraverso il Palazzo delle Guardie (attuale palazzo della Provincia), ed il Palazzo di Riserva, residenza del duca, grazie ad un ulteriore cavalcavia oggi non più esistente che sorgeva sulla strada del Teatro (attuale via Pisacane). Si sviluppava su cinque grandi archi, che permettevano il passaggio di carrozze e pedoni lungo strada Garibaldi, mentre un altro arco permetteva l'accesso alla strada del Teatro, dove si trovava il Teatro Ducale della Riserva, successivamente trasformato nel palazzo delle Poste. Fu demolito unitamente all'arco su via Pisacane nel 1903, al fine di permettere il passaggio dei tram a cavallo lungo strada Garibaldi; contestualmente fu abbattuto anche il cavalcavia Ferdinandeo, che attraversava via Melloni a metà del suo sviluppo, per collegare il Palazzo di Riserva con il monastero di San Paolo.

#### Beccherie

Le Beccherie all'inizio del Novecento

Antiche macellerie, sorgevano in piazza Ghiaia, sede, dal XIII secolo al 1838, del mercato del bestiame. Furono costruite tra il 1836 e il 1838 dall'architetto di Corte Nicola Bettoli, per volere della duchessa Maria Luigia, al fine di migliorare le condizioni igieniche delle antiche botteghe sparse nella città e scongiurare in tal modo la diffusione di malattie. In stile neoclassico, erano costituite da un basso edificio color giallo Parma preceduto da un porticato con 50 colonne doriche in laterizio, su cui si affacciavano 21 botteghe di macellai. Il piano superiore, caratterizzato da 18 finestre a semicerchio raggruppate in gruppi di tre, fu inizialmente adibito a magazzino di granaglie, ma presto divenne un ricovero per mendicanti e in seguito un asilo per le famiglie povere. Nonostante l'opposizione di parte dell'opinione pubblica, le beccherie furono demolite nel 1928 dal podestà fascista Mario Mantovani per la creazione del tratto mancante del lungoparma, in seguito intitolato all'ex sindaco Giovanni Mariotti.

#### Hotel Croce Bianca

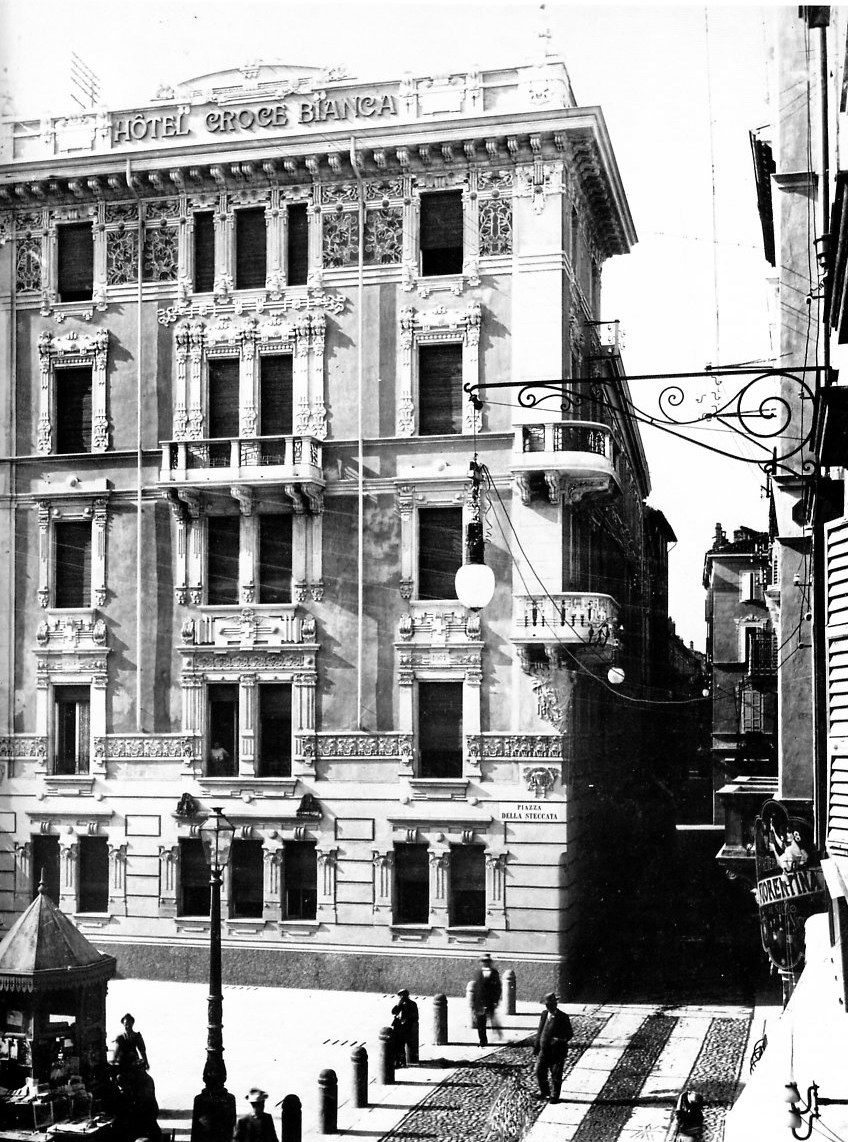
Hotel Croce Bianca, in piazza della Steccata

Prestigioso albergo, sorgeva all'angolo fra le attuali piazza della Steccata e strada Garibaldi. Edificato sul luogo di un edificio di proprietà della nobildonna Caterina Bagnacani, che fu costretta a venderlo alla morte del marito Giuseppe Campanini nel 1889, fu costruito in stile liberty tra il 1904 e il 1907 su progetto dell'architetto Moderanno Chiavelli e dell'ingegner Guido Albertelli. Oltre ad illustri personaggi, vi risiedevano abitualmente gli artisti che si esibivano nel vicino Teatro Regio; vi si installò anche il comando fascista nei giorni delle barricate del 1922 dell'Oltretorrente. Fu danneggiato dai bombardamenti del 1944 durante la seconda guerra mondiale, che tuttavia risparmiarono la notevole facciata liberty, lasciata poi crollare col resto dell'edificio. Nel dopoguerra sulle sue macerie fu innalzato il grande Palazzo Medioli, uniforme edificio che occupa l'intero isolato fino a strada Mazzini, su progetto dell'ingegner Medioli.

#### Bagni Pubblici

I Bagni Pubblici nel 1910

Edificio monumentale, sorgeva lungo l'attuale viale Basetti, tratto del Lungoparma compreso tra il ponte Caprazucca ed il ponte Umberto I (oggi ponte Italia). Furono costruiti in stile liberty tra il 1902 ed il 1905 su progetto dell'architetto Fortunato Morestori, su incarico del sindaco Giovanni Mariotti nell'ambito di un piano di opere pubbliche straordinarie avviato nel 1894. Caratterizzati da un'elegante facciata lunga 82 m, comprendevano una piscina di 30 x 15 m, che richiese la costruzione di 8 pozzi per estrarre l'acqua dal sottosuolo. Dopo vari rimaneggiamenti, tra cui il rifacimento delle facciate in stile razionalista, nel 1935 l'edificio divenne sede dell'Opera Nazionale per il Dopolavoro (OND), con la piscina, un teatro, una sala da ballo, una palestra e varie sale ricreative, cui si aggiunse nel 1936 il Cinema Dopolavoro. La destinazione in seguito cambiò varie volte, fino all'ingresso della Compagnia del Collettivo negli anni settanta, con la conseguente realizzazione delle quattro sale del Teatro Due pochi anni dopo. Negli anni novanta fu demolita anche la piscina, per realizzarvi il parcheggio sotterraneo "Goito". Nel 2011 sul retro della struttura fu realizzato un anfiteatro da 780 posti, intitolato piazza Shakespeare.

### Anfiteatri

#### Anfiteatro romano
Grande arena romana, si trovava sotto all'attuale Palazzo Imperiale dell'Arena, sede del convitto nazionale Maria Luigia. Fu costruito in epoca romana con dimensioni esterne, secondo la più recente ricostruzione, all'incirca di 155 x 117 m, con 40 giri di sedili e tre serie di arcate, tanto da risultare più grande di quello di Verona; si stima potesse contenere 25000 spettatori seduti e più di 50000 in piedi. Fu distrutto dai Barbari nel VI secolo ed i suoi marmi furono in seguito riutilizzati per la costruzione di edifici privati; parti delle sue fondamenta continuarono ad essere visibili fino al XIII secolo, quando furono sepolte sotto gli edifici che vi furono innalzati.

### Teatri

#### Teatrino di corte
Piccolo teatro, sorgeva all'interno del Palazzo della Pilotta, accanto al Teatro Farnese precisamente nell'odierno salone dell'Ottocento. Con piana simile al teatro Farnese, sempre in legno. Utilizzato dai nobili per le rappresentazioni riservate alla corte ducale, fu costruito tra il 1687 e il 1690 da Stefano Lolli, su incarico del duca Ranuccio II Farnese. Fu demolito nel 1822 per creare la Ducale Galleria voluta dalla duchessa Maria Luigia, oggi parte della Galleria Nazionale.

#### Teatro Reinach

Il teatro Reinach nei primi anni del Novecento

Teatro cittadino, sorgeva sul lato oggi aperto del grande cortile del Palazzo della Pilotta, con accesso verso l'odierna strada Garibaldi. Costruito sulle rovine della chiesa di San Pietro Martire abbattuta nel 1813, fu finanziato del banchiere tedesco Oscar Reinach ed inaugurato il 13 febbraio 1871. Molto amato sia per gli spettacoli di prosa che per la lirica, fu successivamente trasformato anche in cinema. Reintitolato  "Teatro Paganini" nel 1939, fu distrutto assieme al Palazzo Ducale ed a parti del Palazzo della Pilotta il 13 maggio 1944 dai bombardamenti aerei degli angloamericani. Nel dopoguerra i proprietari dell'area ne proposero la ricostruzione, che fu loro impedita dal Comune, avviando una lunga trattativa che si concluse solo alla fine del secolo, quando fu avviata la riqualificazione dell'intero piazzale della Pace su progetto dell'architetto Mario Botta.

#### Teatro Ducale della Riserva
Antico teatro aperto al pubblico, sorgeva in strada del Teatro (attuale via Pisacane). Noto anche semplicemente come "Teatro Ducale", fu costruito all'interno del Palazzo di Riserva nel 1688 su progetto di Stefano Lolli, per volere del duca Ranuccio II Farnese. Interamente in legno come il Teatro Farnese, fu per molto tempo il più frequentato di Parma e l'unico aperto al pubblico. Ampliato più volte fino a raggiungere la capienza di oltre 1000 spettatori, ospitava ogni genere di spettacolo; vi furono rappresentate le prime opere di Gioachino Rossini per la città. Nel 1829 fu chiuso e sostituito dal "Nuovo Teatro Ducale" (l'attuale Teatro Regio); caduto in seguito in disuso, nel 1905 l'architetto Moderanno Chiavelli vi edificò il palazzo delle Poste in puro stile liberty.

#### Teatro della Racchetta
Antico teatro di Corte, si trovava all'interno del Palazzo Sanvitale, lungo l'attuale via Bruno Longhi. Fu costruito nel 1674 dal duca Ranuccio II, che lo cedette nel 1687 ai Sanvitale dopo la costruzione del Teatro Ducale della Riserva in cambio di alcuni stabili. Il suo nome derivava dal gioco della pallacorda, che si giocava nell'area. La sala a forma di U contava 85 palchi più i loggioni e poteva accogliere fino a 600 spettatori. Fu demolito negli anni trenta dell'Ottocento.

#### Teatro di Santa Caterina
Antico teatro, sorgeva all'interno dell'edificio del Collegio dei Nobili, che alla fine del XVII secolo disponeva complessivamente di tre teatri. Conosciuto come "Teatro Grande", fu costruito nel 1656; di dimensioni pari a quelle del Teatro Farnese, poteva ospitare fino a 1000 persone. Più volte rimaneggiato, fu smantellato nel 1831 in seguito alla chiusura del Collegio.

### Monumenti

#### Ara dell'Amicizia

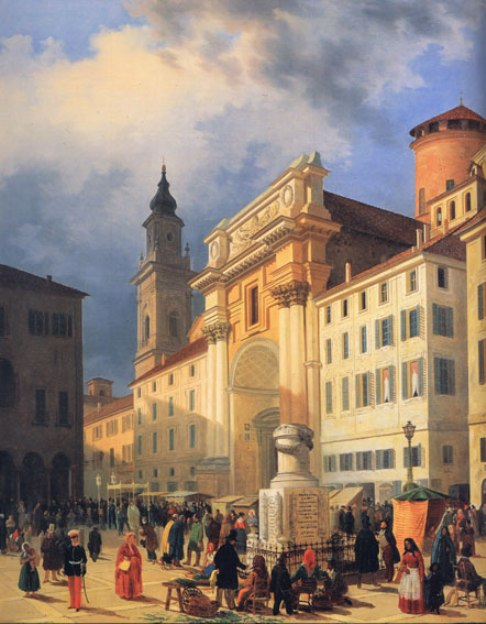
L'Ara dell'Amicizia nel dipinto La Piazza grande di Parma (1852) di Luigi Marchesi

Antico monumento, sorgeva nella centralissima piazza Grande (attuale piazza Garibaldi). Fu costruito a partire dal 1767 su progetto dell'architetto di Corte Ennemond Alexandre Petitot, per volontà del ministro du Tillot, quale simbolo dell'amicizia tra i duchi di Parma e la casa regnante austriaca. I lavori furono presto sospesi poiché la visita dell'imperatore Giuseppe II d'Asburgo fu rimandata, per poi però riprendere all'inizio del 1769. L'imperatore si fermò a Parma dal 9 al 13 maggio, prima del completamento del monumento, che fu inaugurato il 7 giugno 1769; l'opera assunse così il carattere di ricordo della visita e di auspicio di amicizia, che si concretizzò già il 27 dello stesso mese col matrimonio tra il duca Ferdinando I e Maria Amalia d'Austria, sorella dell'imperatore. L'Ara dell'Amicizia fu poi utilizzata per molto tempo anche come riferimento per le distanze da Parma. Il monumento fu demolito nel 1859, dopo che fu danneggiato nel corso di una sommossa popolare. La base fu mantenuta per porvi nel 1883 il monumento a Vittorio Emanuele II, poi spostato davanti al palazzo del Governo (ex Palazzo Ducale) per lasciar posto nel 1893 al monumento a Giuseppe Garibaldi, ancora oggi ivi presente.

#### Monumento a Vittorio Emanuele II

Il Monumento a Vittorio Emanuele II, davanti al Palazzo del Governo (ex Palazzo Ducale) intorno al 1930

Monumento marmoreo, si trovava originariamente in piazza Garibaldi. Costituito da una statua del re Vittorio Emanuele II poggiante su un'alta colonna interamente in marmo di Carrara, fu scolpito da Enrico Astorri con il finanziamento della cittadinanza ed inaugurato il 24 giugno 1883. Inizialmente posizionato in piazza Grande (attuale piazza Garibaldi) sulla base della distrutta Ara dell'Amicizia, nel 1983 fu spostato in piazza della Pilotta, davanti al palazzo del Governo (ex Palazzo Ducale), per lasciar posto al monumento a Giuseppe Garibaldi. Lesionato con una carica esplosiva durante un attentato nella notte tra il 5 e il 6 luglio 1946, fu smantellato e nel 1954 sostituito con il monumento al Partigiano.

#### Monumento a Giuseppe Verdi

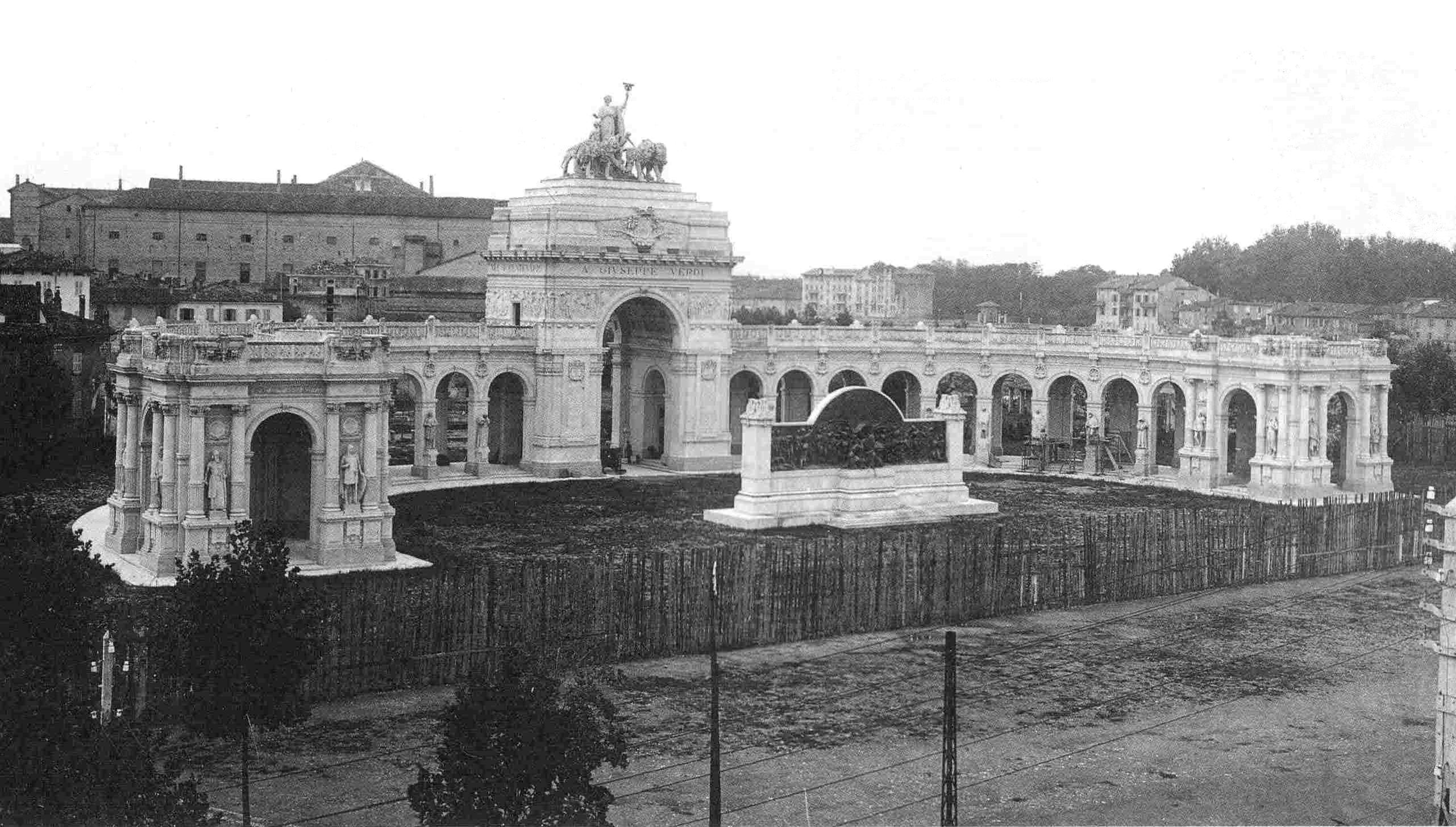
Il monumento a Giuseppe Verdi nel 1920

Maestoso monumento, sorgeva di fronte alla stazione ferroviaria, nell'area dell'attuale via Verdi. Fu costruito nel 1913 interamente in granito e bronzo dallo scultore Ettore Ximenes, su progetto dell'architetto Lamberto Cusani; fu inaugurato il 22 febbraio 1920. Costituito da un grande arco di trionfo, sormontato da leoni trainanti un carro mitologico, e da alti portici ad emiciclo, sormontati da terrazze, era arricchito da 28 statue, rappresentanti le opere del maestro Giuseppe Verdi, collocate anche nella giusta sequenza temporale di composizione. Danneggiato non gravemente durante i bombardamenti della seconda guerra mondiale, fu demolito interamente, non senza polemiche, salvando solo l'ara centrale oggi posizionata in piazzale della Pace, e nove statue, ricollocate nella sala detta "Arena del Sole" di Roccabianca.

#### Fontana del Palazzo del Giardino
Monumentale fontana, sorgeva davanti al Palazzo del Giardino, edificio di Corte costruito dal 1561 su progetto del Vignola. Voluta da Ottavio Farnese, fu inizialmente ideata nel 1562 da Ludovico Cogorano, ma nel 1564 fu ridisegnata da Giovanni Boscoli, anche se talora se ne attribuisce il progetto anche a Giovanni Francesco Testa; la sua costruzione fu terminata nel 1605. Era composta da due fontane poste ai lati del cortile, generate dalla fontana al centro della facciata, creata a forma di grotta artificiale con volta decorata in azzurro, verde e foglia d'oro; penetrava inoltre all'interno del Palazzo fino ai due cortili interni; i numerosissimi zampilli erano posti in tutta la composizione ed anche lungo la scenografica doppia scalinata dell'edificio. Cinte da un parapetto di 130 balaustre, le vasche erano arricchite da numerose statue: un Nettuno intento a scuotere le acque con il tridente, un carro di Fetonte trainato da cavalli alati, draghi, tritoni, cigni, delfini e molte altre; vi si trovava inoltre un Ninfeo con il fondo a mosaico di marmi policromi, con tempietti ed edicole di marmo. Era ammirata da tutti i visitatori, ma fu in parte demolita tra il 1687 e il 1690 da Ranuccio II Farnese per risanare il Palazzo del Giardino dall'umidità che essa causava, sostituendola con una grande vasca scolpita dal marmista Alberto Oliva, al cui centro fu posto il monumento a Ercole e Anteo dell'artista fiammingo Teodoro Vandersturck, poi spostato in una nicchia del palazzo del Comune. Fu completamente eliminata a metà del XVIII secolo in occasione della ristrutturazione del palazzo da parte dell'architetto Petitot, per volere del duca Filippo di Borbone.

#### Fontana della Rocchetta

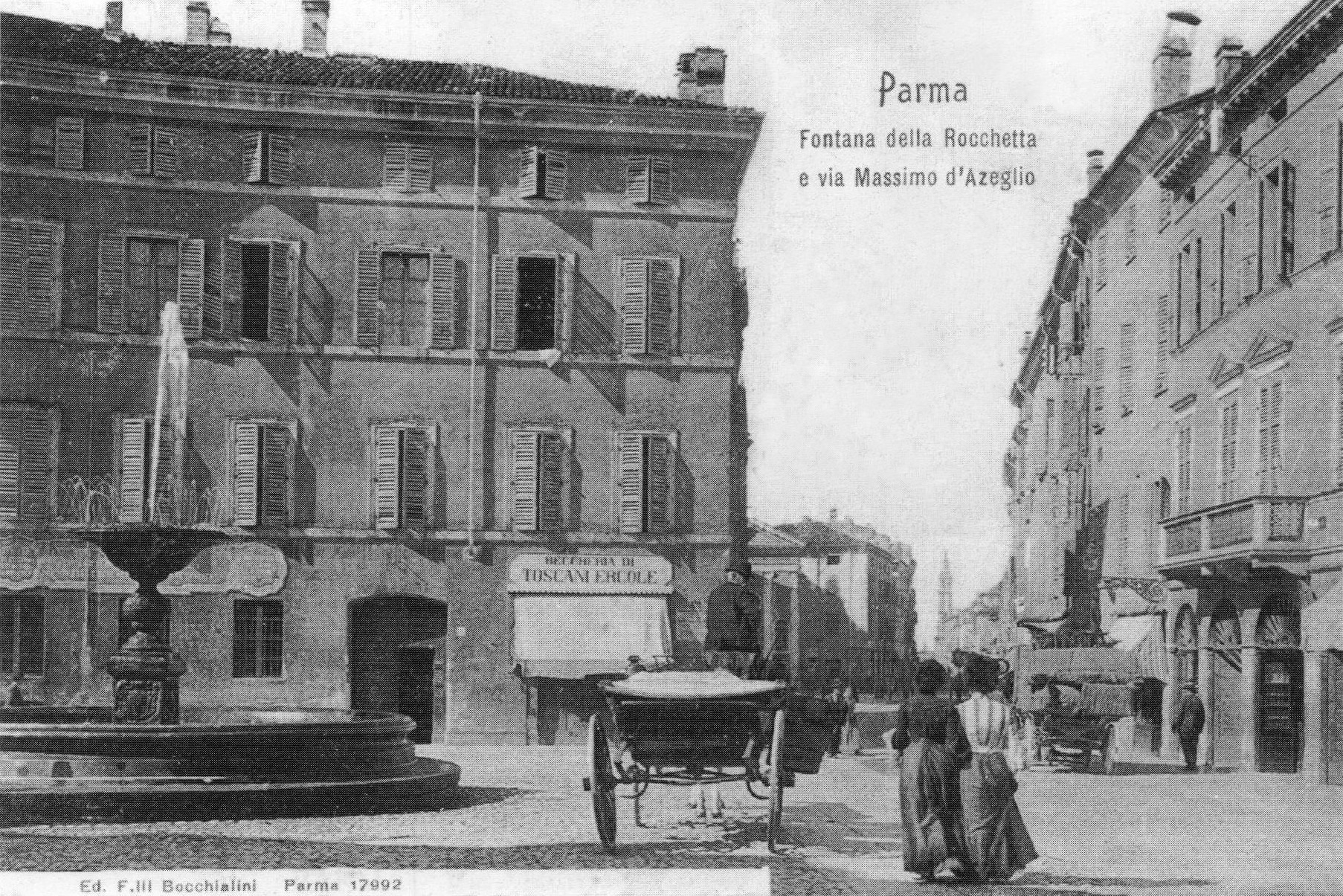
La fontana della Rocchetta (a sinistra) in una cartolina di inizio '900

Fontana pubblica, sorgeva al centro dell'omonima piazza (attuale piazza Corridoni), che prendeva il nome dall'antica fortificazione della Rocchetta che vi sorgeva e che fu distrutta nel XVI secolo. Inaugurata il 15 luglio del 1900 per festeggiare la costruzione dell'acquedotto cittadino, fungeva da sfiatatoio della pressione in eccesso all'interno delle condutture dell'acquedotto; persa tale funzione, fu abbattuta come l'analoga fontana costruita nel 1900 di fronte alla stazione ferroviaria; il 30 ottobre 1927 fu inaugurato al suo posto il monumento a Filippo Corridoni, al quale fu dedicata anche la piazza.

#### Fontana di Proserpina

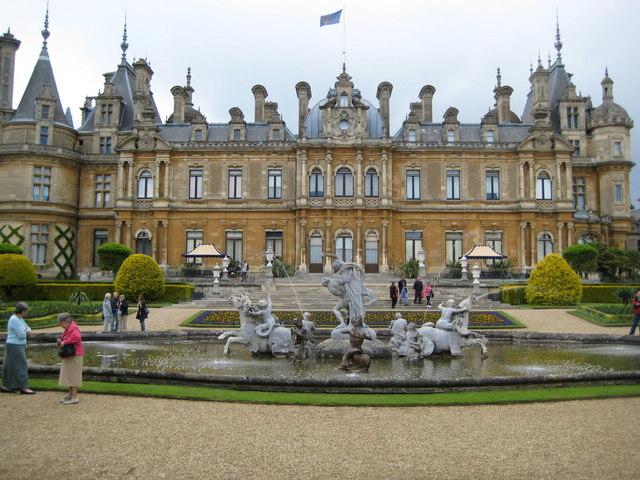
Una delle due fontane ricreate usando i pezzi provenienti da Colorno

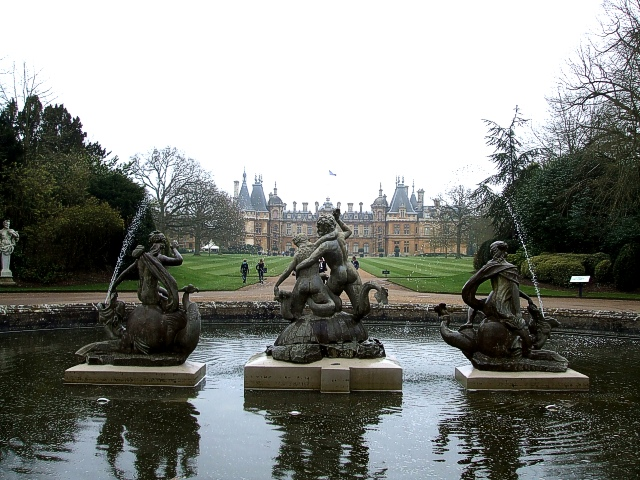
La seconda delle due fontane realizzate a Waddesdon Manor

Scenografica fontana, si trova oggi nel castello di Waddesdon Manor in Inghilterra. Fu costruita negli anni '20 del XVIII secolo da Giuliano Mozzani per il giardino della Reggia di Colorno; dopo l'Unità d'Italia fu acquistata dalla famiglia Marchi, che la collocò a Parma nel settecentesco palazzo di famiglia di strada della Repubblica. Nel 1890 la fontana fu ceduta ad un antiquario veneziano, che la rivendette all'estero; a Waddesdon Manor giunse scomposta e senza disegni che ne testimoniassero l'originaria disposizione, perciò i suoi pezzi furono divisi in due gruppi a formare due fontane separate, posizionate rispettivamente davanti e dietro al castello inglese.

### Ponti

#### Antico ponte di Mezzo

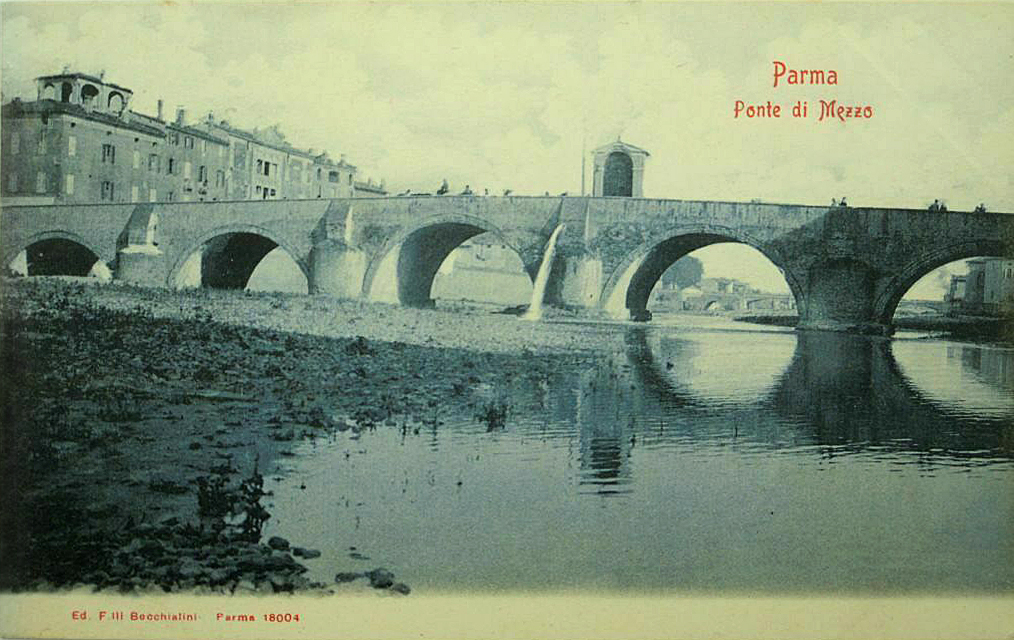
Il ponte di Mezzo prima del giugno 1914, con al centro la cappella dedicata a san Giovanni Nepomuceno

Antico ponte, sorgeva sul luogo dell'attuale ponte di Mezzo, fra il centro storico e l'Oltretorrente. Posizionato lungo il tracciato cittadino della via Emilia, fu costruito nel 1177 in seguito allo spostamento del letto del torrente Parma che insabbiò l'antico Pons Lapidis di epoca romana. Crollato in seguito ad un'altra piena, fu ricostruito nel 1547 prima in legno e poi in muratura, con l'aggiunta nel 1685 dei parapetti in pietra; nel 1723 fu costruita a metà del ponte una piccola cappella dedicata a san Giovanni Nepomuceno, poi distrutta durante le sommosse popolari del giugno del 1914. Fu demolito nel 1932 per lasciare il posto a quello attuale, molto più largo.

#### Ponte Verde

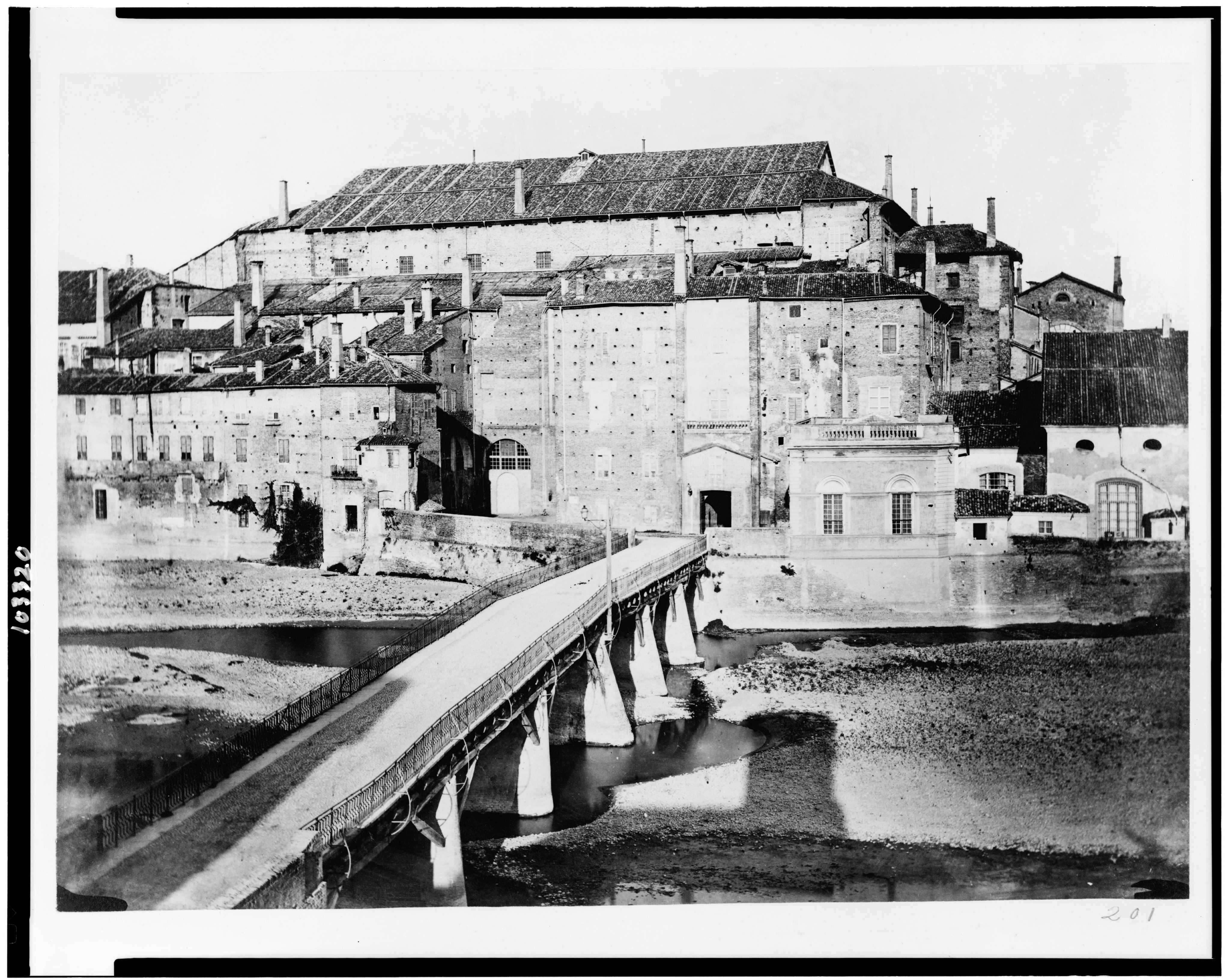
L'antico ponte Verde e il palazzo della Pilotta nel 1860

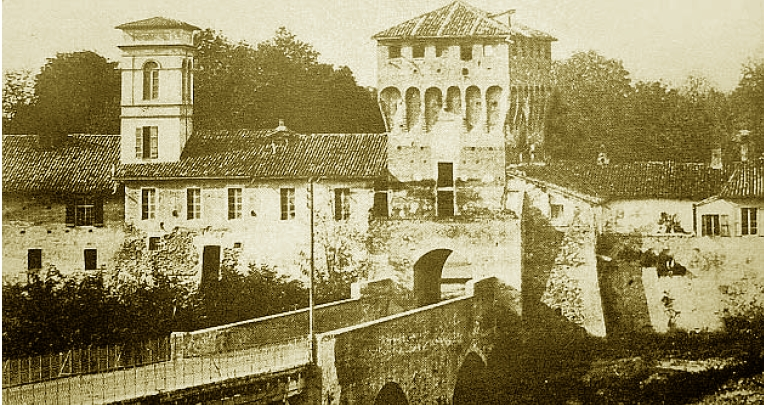
L'antico ponte Verde e il Torrione visconteo alla fine del XIX secolo

Antico ponte, si trovava leggermente più a sud dell'attuale ponte Verdi, fra il Palazzo della Pilotta e il Torrione visconteo. Fu costruito tra il XVI ed il XVII secolo sul luogo di un antichissimo ponte in pietra, costruito tra il 1278 e il 1284. Realizzato in legno dipinto di verde, fu demolito nel 1904 nell'ambito degli interventi voluti dal sindaco Giovanni Mariotti, per fare spazio all'attuale ponte in pietra, ribattezzato Ponte Verdi in onore di Giuseppe Verdi.

#### Ponte della Navetta

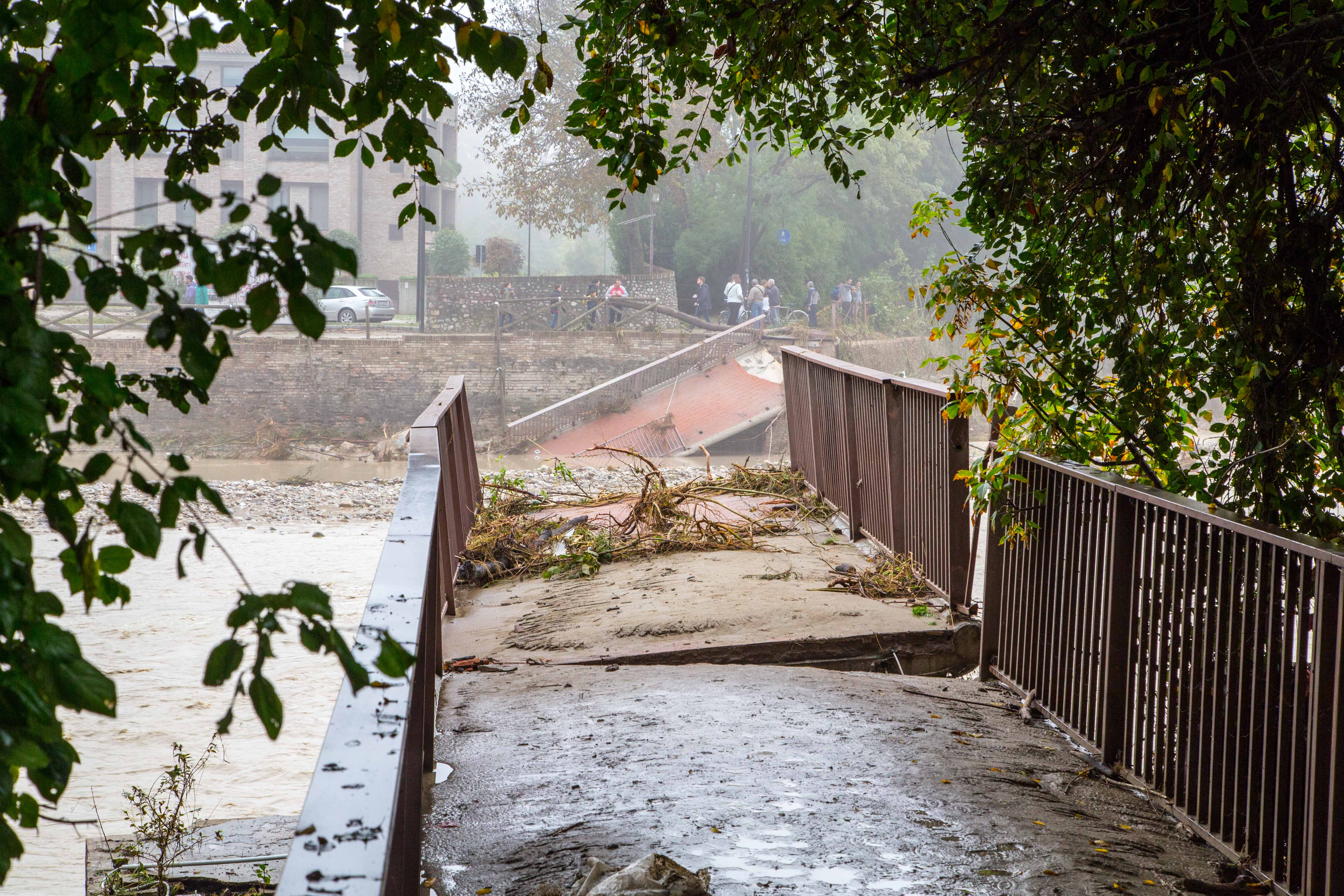
Il ponte della Navetta crollato il 13 ottobre 2014

Antichissimo ponte medievale, era situato sul torrente Baganza al termine di via Navetta in comunicazione con via Baganza. Fu costruito in seguito all'alluvione del 1177 o 1178, quale parte emersa di un acquedotto che convogliava le acque del canale Cinghio verso il quartiere di Capo di Ponte, nell'odierno Oltretorrente; derivava il suo nome dalla parola che in dialetto parmigiano indica il canale di discesa delle acque dalle grondaie.
(Ireneo Affò, Storia Della Città di Parma, tomo secondo, 1793)
In epoca recente, dismessa la funzione di acquedotto, era stato ricoperto da una passerella e trasformato in ponte ciclopedonale; ristrutturato nel 2003, fu quasi interamente distrutto dallo straripamento del torrente Baganza del 13 ottobre 2014; Il nuovo ponte della Navetta è stato inaugurato il 26 marzo 2021.

### Strade e borghi

#### Borgo Polidoro e Strada Bassa dei Magnani
Antiche strade del centro cittadino, si trovavano nel comparto dell'attuale strada Mazzini: lo stretto borgo Polidoro costeggiava strada Bassa dei Magnani (attuale strada Mazzini). Luogo non esattamente raccomandabile, il borgo, dedicato al parmense padre Valerio Polidoro, era caratterizzato da numerose volte che congiungevano i palazzi che vi si affacciavano e collegava all'incirca l'abside della neoclassica chiesa di San Pietro Apostolo con l'attuale borgo Romagnosi, fiancheggiando l'abside della non più esistente chiesa di Santa Maria del Ponte. Corrispondente al tracciato della via Emilia, l'antica strada Bassa dei Magnani era in origine caratterizzata dalla presenza di numerosi ramai, detti "magnàn" in dialetto parmigiano; fu intitolata a Giuseppe Mazzini nel 1882, unitamente agli ulteriori tratti di strada dei Mercanti e strada Maestra al Ponte Nuovo; la così risultante strada Mazzini, ben più stretta dell'attuale, all'inizio del XX secolo era fiancheggiata da case e palazzi storici, ma subì i bombardamenti angloamericani del 13 maggio 1944, che colpirono soprattutto le zone prospicienti piazza Garibaldi ed il Lungoparma. Nel dopoguerra si approfittò delle distruzioni per demolire tutte le case che fiancheggiavano la strada, atterrando inoltre la chiesa di Santa Maria del Ponte che si apriva sul lato sud; dal progetto, che in origine prevedeva anche la demolizione della chiesa di San Pietro Apostolo, furono risparmiati solo il Palazzo Serventi ed altre tre abitazioni sul lato nord; la strada fu così notevolmente allargata e vi furono innalzati gli imponenti moderni palazzi preceduti da alti portici che oggi la caratterizzano. Le antiche denominazioni di borgo Polidoro e strada Bassa dei Magnani furono ricordate con l'intitolazione delle gallerie che sorgono sotto i palazzi posti sul lato sud di strada Mazzini nei pressi del Lungoparma.

## Altri beni

### Lampadari di Colorno
Antichi lampadari in ferro e bronzo, si trovano oggi alla Wallace Collection di Londra. Composti rispettivamente da 9 e 12 braccia, furono realizzati in stile barocco dallo scultore Giacomo Caffieri intorno alla metà del XVIII secolo e donati dal re di Francia Luigi XV alla figlia maggiore, Luisa Elisabetta, sposa del duca Filippo di Borbone; collocati forse in un unico ambiente della Reggia di Colorno, vi rimasero fino al 1856. In seguito all'Unità d'Italia, tutti i palazzi appartenuti ai duchi di Parma furono completamente svuotati degli arredi, che furono sparsi fra i vari edifici dei Savoia, tra cui in particolare il palazzo del Quirinale, oppure alienati a privati; i due lampadari furono inizialmente portati a Torino, per poi essere venduti all'estero dopo il 1862 ed acquistati a Parigi da sir Richard Wallace nel 1871.

## Vecchi nomi dei borghi
Come nella maggior parte delle città italiane, dopo l'Unità d'Italia i nomi delle strade di Parma furono spesso modificati, generalmente a favore dei personaggi risorgimentali. Le principali strade reintitolate tra il centro storico e l'Oltretorrente sono:
- piazza Giuseppe Garibaldi (dal 1893): "piazza Grande" o "piazza Nuova";[47]
- strada Giuseppe Mazzini (dal 1882): unione di "strada dei Mercanti" (fino a via Cavestro) e "strada Bassa dei Magnani"[48] (da via Cavestro a via Oberdan), oltre che (dal 1911) di "strada Maestra al Ponte Nuovo" (oltre via Oberdan) (dal 1882 "strada Alfonso Lamarmora");
- strada Giuseppe Garibaldi (dal 1882): "borgo San Barnaba"[49];
- strada della Repubblica (dal 1951): "strada Maestra", poi "strada San Michele"[50];
- strada Cavour (dal 1882): "borgo dei Beccai"[51], poi "strada Santa Lucia"[52];
- strada Luigi Carlo Farini (dal 1882): "strada dei Genovesi"[53], poi "strada di Porta Nuova"[54];
- strada Aurelio Saffi (dal 1882): unione di "borgo dei Servi"[55] e "strada San Benedetto"[56];
- strada XXII Luglio (dal 1882): unione di "strada San Quintino"[57] e "borgo San Cristoforo"[58];
- strada Massimo d'Azeglio (dal 1882): "strada Santa Croce"[59];
- strada Nino Bixio (dal 1882): "strada San Francesco"[60], poi "strada Vittorio Emanuele".